# Елені Даніліду
Еле́ні Данілі́ду (грец. Ελένη Δανιηλίδου; народилась 19 вересня 1982; Ханья, Крит, Греція) — колишня грецька тенісистка. На 2006 рік Даніліду має 5 виграних серій WTA в одиночному розряді і одну в парному. 2003 року на турнірі Australian Open вона дійшла до фіналу у парному розряді у міксті. 2005 року у першому колі Вімблдонського турніру Даніліду премогла Жустін Енен і стала першою спортсменкою, якій вдалося здолати чинну чемпіонку Ролан Гаррос у першому турі Вімблдону.

## Біографія
Елені Даніліду народилась у місті Ханья на північному узбережжі острова Крит. Коли Елені було 3 роки, її родина переїхала до міста Салоніки на материкову Грецію. Їхній новий будинок знаходився за 200 метрів від спортивного центру, і Елені зі своїм старшим братом Ніколасом і сестрою Крістіною почали активно займатися спортом. У 9 років Елені, яка займалась баскетболом, запросили до тенісної секції, і вона попросила свого батька Васіліуса купити їй ракетку. Батько активно підтримував заняття Елені і сам годинами грав з донькою на корті.
У 1993 році Елені дебютувала на першості Греції у своїй віковій групі. 1996 року 14-річному віці дебютуючи на своєму першому професіональному турнірі серії ITF у своєму місті Салоніки, Елені пробилась до фіналу змагань. 1997 року Елені була визнана найкращою юною атлеткою року в Греції. В тому ж році вона 4 рази стартувала в турнірах ITF, які проходили в Греції, і в одному з них дійшла до півфіналу.
У 1998 році Елені виграла 4 турніри серії ITF, які проходили в Саутсіз (Велика Британія), Стамбулі (Туреччина) і в грецьких містах Скіатос і Ксанті. У тому ж році вона дебютувала в турнірі серії WTA в Люксембурзі, проте дебют був невдалий, оскільки Елені програла в першому кваліфікаційному раунді. За підсумками сезону вона посіла 294-е місце у світовому рейтингу тенісисток-професіоналок.
1999 рік почався вдало для Елені. Разом із француженкою Вірджинією Раццано виграла юніорський турнір Australian Open в праному розряді. Її партнерка по парній грі вибила Елені з одиночної першості серед юніорок у чвертьфіналі (1-6, 6-2, 6-2) і сама стала чемпіонкою цього турніру. В тому ж році Елені виграла турнір ITF у Салоніках. Після цього вона перенесла операцію апендициту і на 3 місяці вибула із змагань. В тому році Елені змогла взяти участь лише в 6 турнірах, а її рейтинг за підсумками сезону знизився (318-е місце). Проте вона непогано виступила в юніорських турнірах Великого шолому: вийшла до півфіналу в одиночному і парному розряді на US Open і до чвертьфіналу на Australian Open і Wimbledon.
Сезон 2000 року Елені почала з поразки в першому кваліфікаційному раунді турніру WTA Open Gaz de France в Парижі від угорки Каталін Мароші 1-6, 1-6. В лютому того ж року на своєму третьому турнірі в англійському Буше вона отримала пошкодження зв'язок ноги. Їй зробили операцію і був довготривалий 6-ти місячний реабілітаційний період. Елені наполегливо тренувалась по декілька годин на день, щоб набрати необхідну форму. До того ж вона мала відновитись до свого першого найбільшого турніру — літніх Олімпійських ігор в Сіднеї. На урочистій церемонії відкриття ігор Елені доручили пронести по стадіону прапор Греції. Проте старт спортсменки на Олімпіаді виявився невдалим. У 18-й день свого народження Елені, в першому матчі олімпійського турніру росіянка Анастасія Мискіна перемогла гречанку з рахунком 6-1, 7-5. На цьому її виступи на Олімпіаді завершились, бо в парному розряді гречанки не виступали. Наприкінці року Елені виграла турнір ITF в грецькому місті Касторія, але пропущений через травму сезон не дозволив їй піднятися в рейтингу — вона посіла 320-е місце у світовому заліку наприкінці 2000 року.
В сезоні 2001 року Елені почала свої виступи в турнірах ITF, але дві перемоги поспіль в квітні на турнірах в Дубаї (ОАЕ) та Таранто (Італія) різко підвищили її рейтинг і з травня вона почала виступати вже в турнірах WTA. В тому ж році вона дебютувала в турнірах Великого шолому, і з кожним турніром її результати покращувались. На US Open вона дійшла до 1/16 фіналу, де поступилася Моніці Селеш. За підсумками року Елені піднялася на 84 сходинку в рейтингу WTA.
В сезоні 2002 року Елені виграла свій перший турнір WTA Ordina Open в нідерландському Хертогенбоші. Крім того, вона вийшла до фіналу відкритої першості Бразилії, де напередодні 20 дня народження Анастасії Мискіній. За підсумками сезону гречанка стрімко піднялась в рейтингу WTA — на 22-е місце.
У 2003 році Елені виграла свій другий в кар'єрі турнір WTA ASB Classic в новозеландському Окленді. За цим був ще один великий успіх в професіональній кар'єрі Даніліду — вихід до фіналу Великого шолому Australian Open (у міксті з Тоддом Вудбріджем). У травні 2003 року досягла найвищої позиції в рейтингу в своїй кар'єрі — 14-е місце. Восени того ж року вона невдало виступила в ряді турнірів, особливо їй не вдався старт US Open, і вона знизилась у рейтингу за підсумками року на 26-е місце.
Сезон 2004 року Елені розпочала з перемоги, вона вдруге поспіль виграла турнір ASB Classic. Але потім зазнала незначного ушкодження на наступному турнірі, і після цього серія поразок в першому колі в кількох турнірах від маловідомих суперниць, що призвело до зниження її рейтингу.
У 2004 році найкращим виступом Даніліду став турнір Nasdaq-100 Open в Маямі. Елені перемогла протягом турніру ряд сильних суперниць (серед яких Дженніфер Капріаті та Тетяна Головін) і вийшла до півфіналу. Там вона провела важкий поєдинок проти із господаркою турніру Сереною Вільямс і поступилась з рахунком 4-6, 4-6. Цей турнір став останній найбільшим досягненням Даніліду. Після цього послудвали невдачі на турнірах French Open та Wimbledon, де Елені вибула ще у першому колі. А на головному для Елені турнірі — Олімпіаді в Афінах вона отримала травму. Вдало стартувавши на цьому турнірі, Елені в матчі другого кола Мануелою Малеєвою, отримала серйозну травму ноги, і з великими труднощами, з болем, зуміла дограти матч і навіть перемогти суперницю. Елені вийшла на корт у наступному колі змагань проти Анастасії Мискіної, проте зустріч програла. Наслідки цієї травми позначилися на кінцівці сезону, але навіть відпустка після завершення сезону не дозволила Елені набрати гарну форму.
Стартувавш у 2005 році на своєму тріумфальному турнірі ASB Classic, Даніліду несподівано поступилася в першому ж матчі італійці Марі Сантанджело. Рейтинг Елені став знижуватися і при жеребкуванні їй стали випадали найсильніші суперниці. Так на Australian Open в першому колі Елені потрапила на Вінус Вільямс і поступилась їй. А на турнірі в Маямі, де Елені вдало виступила у 2004 році, на її шляху стала у другому колі стала одна з найсильніших тенісисток світу росіянка Марія Шарапова. Після невдачі в Маямі була серія невиразних виступів Елені у низці турнірів. І навіть на Ролан Гаррос Елені знов програла у першому колі шведці Софії Арвідссон.
Першим успіхом Елені у тому сезоні стала гра на турнірі DFS Classic в Бірмінгемі. Але пройти до чвертьфіналу їй завадила Марія Шарапова. У вересні на турнірі US Open Даніліду знов у першому колі потрапила на Шарапову і поступилась з рахунком 1-6, 1-6. Наступним турніром був Wimbledon. Там Елені у першому турі сенсаційно переграла бельгійку Жюстін Енен-Арденн, але вже у третьому турі поступилась італійці Флавії Пеннетта.

## Фінали турнірів WTA

### Одиночний розряд: 6 (5 титулів, 1 runner–up)
| Легенда                         |
| ------------------------------- |
| Турніри Великого шлему          |
| Турніри WTA Premier             |
| Турніри WTA Premier (0–1)       |
| Турніри WTA International (5–0) |

| Фінали за покриттям |
| ------------------- |
| Тверде (4–1)        |
| Ґрунт (0–0)         |
| Трава (1–0)         |
| Килим (0–0)         |

| Результат | В-П | Дата     | Турнір                                                 | Категорія | Покриття | Опонент                | Рахунок            |
| --------- | --- | -------- | ------------------------------------------------------ | --------- | -------- | ---------------------- | ------------------ |
| Перемога  | 1–0 | Чер 2002 | Rosmalen Grass Court Championships, Нідерланди         | Tier III  | Трава    | Олена Дементьєва       | 3–6, 6–2, 6–3      |
| Поразка   | 1–1 | Вер 2002 | Brasil Open, Бразилія                                  | Tier II   | Тверде   | Анастасія Мискіна      | 3–6, 6–0, 2–6      |
| Перемога  | 2–1 | Січ 2003 | WTA Auckland Open, Нова Зеландія                       | Tier IV   | Тверде   | Чо Юн Чон (тенісистка) | 6–4, 4–6, 7–6(7–2) |
| Перемога  | 3–1 | Січ 2004 | Auckland Open, Нова Зеландія (2)                       | Tier IV   | Тверде   | Ешлі Гарклроуд         | 6–3, 6–2           |
| Перемога  | 4–1 | Жов 2006 | Hansol Korea Open Tennis Championships, Південна Корея | Tier IV   | Тверде   | Суґіяма Ай             | 6–3, 2–6, 7–6(7–3) |
| Перемога  | 5–1 | Січ 2008 | Hobart International, Австралія                        | Tier IV   | Тверде   | Віра Звонарьова        | Технічна поразка   |

### Парний розряд: 12 (3 титули, 9 поразок)
| Легенда                   |
| ------------------------- |
| Grand Slam                |
| WTA Premier Mandatory & 5 |
| WTA Premier (1–2)         |
| WTA International (2–7)   |

| Фінали за покриттям |
| ------------------- |
| Тверде (3–4)        |
| Ґрунт (0–3)         |
| Трава (0–1)         |
| Килим (0–1)         |

| Результат | В-П | Дата     | Турнір                                                 | Категорія     | Покриття  | Партнер            | Опоненти                                        | Рахунок               |
| --------- | --- | -------- | ------------------------------------------------------ | ------------- | --------- | ------------------ | ----------------------------------------------- | --------------------- |
| Поразка   | 0–1 | Тра 2003 | Warsaw Open, Польща                                    | Tier II       | Ґрунт     | Франческа Ск'явоне | Лізель Губер Магдалена Малеєва                  | 6–3, 4–6, 2–6         |
| Поразка   | 0–2 | Лют 2004 | Diamond Games, Бельгія                                 | Tier II       | Тверде    | Міріам Казанова    | Кара Блек Ельс Калленс                          | 2–6, 1–6              |
| Перемога  | 1–2 | Чер 2004 | Silicon Valley Classic, США                            | Tier II       | Тверде    | Ніколь Пратт       | Клодін Шоль Івета Бенешова                      | 6–2, 6–4              |
| Поразка   | 1–3 | Чер 2005 | Birmingham Classic, UK                                 | Tier III      | Трава     | Jennifer Russell   | Даніела Гантухова Суґіяма Ай                    | 2–6, 3–6              |
| Поразка   | 1–4 | Лис 2006 | Gaz de France Stars, Бельгія                           | Tier III      | Килим (i) | Ясмін Вер          | Ліза Реймонд Саманта Стосур                     | 2–6, 3–6              |
| Поразка   | 1–5 | Вер 2007 | Hansol Korea Open Tennis Championships, Південна Корея | Tier IV       | Тверде    | Ясмін Вер          | Чжуан Цзяжун Сє Шувей                           | 2–6, 2–6              |
| Поразка   | 1–6 | Січ 2008 | Hobart International, Австралія                        | Tier IV       | Тверде    | Ясмін Вер          | Анабель Медіна Гаррігес Вірхінія Руано Паскуаль | 2–6, 4–6              |
| Перемога  | 2–6 | Лип 2010 | Istanbul Cup, Туреччина                                | International | Тверде    | Ясмін Вер          | Марія Кондратьєва Владіміра Угліржова           | 6–4, 1–6, [11–9]      |
| Поразка   | 2–7 | Кві 2011 | Estoril Open, Португалія                               | International | Ґрунт     | Міхаелла Крайчек   | Аліса Клейбанова Галина Воскобоєва              | 4–6, 2–6              |
| Перемога  | 3–7 | Вер 2011 | Tashkent Open, Узбекистан                              | International | Тверде    | Віталія Дяченко    | Людмила Кіченок Надія Кіченок                   | 6–4, 6–3              |
| Поразка   | 3–8 | Лип 2013 | Gastein Ladies, Австрія                                | International | Ґрунт     | Крістіна Барруа    | Сандра Клеменшиц Андрея Клепач                  | 1–6, 4–6              |
| Поразка   | 3–9 | Лип 2013 | Baku Cup, Азербайджан                                  | International | Тверде    | Александра Крунич  | Ірина Бурячок Оксана Калашникова                | 4–6, 7–6(7–3), [10–4] |

## Виступи на турнірах
| Турнір              | 2008 | 2007 | 2006 | 2005 | 2004 | 2003 | 2002 | 2001 | Кар'єра |
| ------------------- | ---- | ---- | ---- | ---- | ---- | ---- | ---- | ---- | ------- |
| Australian Open     | 1р   | 1р   | 1р   | 1р   | 3р   | 4р   | 3р   | -    | 0       |
| French Open         | -    | 1р   | 1р   | 1р   | 1р   | 3р   | 2р   | -    | 0       |
| Wimbledon           | -    | 2р   | 1р   | 3р   | 1р   | 2р   | 4р   | 2р   | 0       |
| US Open             | 1р   | 2р   | 2р   | 1р   | 4р   | 1р   | 1р   | 3р   | 0       |
| Виступів у фіналі   | 1    | 0    | 1    | 0    | 1    | 1    | 2    | 0    | 6       |
| Чемпіонства         | 1    | 0    | 1    | 0    | 1    | 1    | 1    | 0    | 5       |
| Підсумковий рейтинг | 144  | 42   | 36   | 70   | 34   | 26   | 22   | 84   | н/з     |